# 梅子社區百年芒果樹
24°16′32″N 120°48′16″E / 24.275423°N 120.804530°E
梅子社區百年芒果樹，位於臺灣臺中市石岡區梅子里、鄰近東豐自行車綠廊，樹下為土地祠。

## 樹狀
梅子社區百年芒果樹位於東豐自行車綠廊往東勢方向5.7K處左側田野，步行約2到3分鐘。此芒果樹遮蔭近一分地，遠觀似三棵獨立的芒果樹，根部約需十人合抱。地方說一年結果兩次，一期為北面結果，另一期為南面結果。
因客家話將芒果樹稱「酸仔樹」，該地名也就喚作「酸仔樹腳」。據住附近的農會總幹事林保獅評估，此樹是台中已發現最老的芒果樹。該樹也列為台中縣珍貴老樹。東豐自行車綠廊啟用前，石岡農會委託學者專家規劃農業旅遊據點，就將此樹列入。

## 信仰
樹下的承福祠為梅子里的信仰中心。樹旁原先有一座幼稚園。依地方長者說，此處的土地公對孩子特別友善，若孩童攀爬此樹時掉下來的幾乎都無恙。
土地祠因九二一大地震損毀後，神像暫時安置在鐵皮屋內三年。原先地方共識是要將此芒果樹的果實販賣作為重建經費，就禁止孩童任意採食；但之後意外事件比較多，地方就認為是土地公要讓孩童隨意摘果。地方後來以每戶募款新台幣二萬元買下承福祠前方的土地，再以募款三萬元重建廟宇。全里一百零三戶，共同集資六百四十幾萬元。2003年3月23日，重建落成。重建後的廟前廣場建造一座大鐵棚，可方便遊客休息。地方也會在此舉行園遊會、販售當地農產品。